# العراق في بطولة العالم للألعاب المائية 2011
تنافس العراق في بطولة العالم للألعاب المائية 2011 في شانغهاي الصين من 16 يوليو إلى 31 يوليو 2011.

## السباحة
مثّل العراق سباحين اثنين:
- مهند ضياء
- عامر علي